# Rugemor
En rugemor eller en surrogat er en kvinde, som påtager sig at være gravid med og føde et barn for andre, evt. mod betaling. Også kaldet graviditetsvært eller graviditetsdonor.
"Selve det at virke som surrogatmor er ikke forbudt, heller ikke hvis der ydes vederlag for det". I lande såsom Taiwan, England, Rusland, Ukraine og nogle stater i USA er det også tilladt at benytte en rugemor mod betaling.
I dansk ret regulerer børneloven § 31 surrogatmoderskab; af børneloven § 31 fremgår det, at en aftale om at føde en anden kvindes barn er ugyldig, for den kvinde, som har født barnet anses som barnets mor.
Emnet er taget op i Folketinget efter et borgerforslag om medfædres rettigheder blev vedtaget i 2022  og regeringen har varslet ændringer på området vedrørende anerkendelse af forældreskab ved surrogasi . Det fremgik af ligestillingsminister Marie Bjerre under præsentationen af regeringens Perspektiv- og handlingsplan for ligestilling 2023 .